# Consequência lógica
Consequência lógica é um conceito fundamental na lógica. Trata-se de uma  relação entre um conjunto de sentenças (ou proposições) e uma sentença (proposição), na qual o primeiro acarreta o segundo. Por exemplo, diz-se que "Caco é verde" é uma consequência lógica de "todos os sapos são verdes" e "Caco é um sapo", porque seria "auto-contraditório" afirmar estas últimas sentenças e negar a primeira. A consequência lógica é a relação entre as premissas e a conclusão de um argumento válido. Estas definições tendem a ser circulares; fornecer uma explicação razoável para consequência lógica e para o acarretamento constitui um tópico importante da Filosofia da lógica.
A verdade da consequência acima depende tanto da verdade dos antecedentes como da relação de consequência lógica entre os antecedentes e o consequente. A consequência poderá não ser verdadeira, se nem todos os sapos forem verdes. Consequências lógicas ou  inferências por raciocínio dedutivo são um aspecto importante da epistemologia que comunica ao público em geral hipóteses a cerca da causalidade de fatores de risco.
Uma relação de consequência lógica especificada formalmente pode ser caracterizada através da teoria dos modelos ou da teoria da demonstração (ou ambos).
A consequência lógica também pode ser expressa como uma  função de conjuntos de sentenças para conjuntos de sentenças (a formulação preferida de Tarski), ou como uma relação entre dois conjuntos de sentenças (lógica de conclusão múltipla).

## Abordagem à noção de consequência lógica
Esta secção descreve algumas das abordagens comuns à noção de consequência lógica.
{\displaystyle \Gamma } irá representar um conjunto arbitrário de premissas e {\displaystyle \mathrm {A} } uma arbitrária conclusão arbitrária. {\displaystyle \Gamma } / {\displaystyle \mathrm {A} }  irá denotar o argumento lógico tendo {\displaystyle \Gamma } como seu (conjunto de) premissas e {\displaystyle \mathrm {A} } como a sua conclusão. {\displaystyle \Gamma \vdash \mathrm {A} } irá significar que {\displaystyle \mathrm {A} } é uma consequência lógica de {\displaystyle \Gamma }.

### Consequência em uma teoria formal e consequência semântica
Uma fórmula {\displaystyle \mathrm {A} } é uma consequência de um conjunto de fórmulas {\displaystyle \Gamma } em uma teoria formal se há uma derivação formal de {\displaystyle \mathrm {A} } na teoria formal a partir do conjunto {\displaystyle \Gamma }.
{\displaystyle \Gamma \vdash _{\mathrm {S} }\mathrm {A} },
A consequência em uma teoria formal não depende de qualquer interpretação desta teoria formal.
Uma fórmula {\displaystyle \mathrm {A} } é uma consequência semântica de um conjunto de fórmulas {\displaystyle \Gamma }.
{\displaystyle \Gamma \models \mathrm {A} },
se e somente se nenhuma interpretação {\displaystyle {\mathcal {I}}} faz com que todos os membros de {\displaystyle \Gamma } sejam verdadeiros e {\displaystyle \mathrm {A} } seja falso.

### Abordagens modais
As  abordagens modais à noção de consequência lógica são variações da seguinte ideia básica:
- {\displaystyle \Gamma \vdash \mathrm {A} } apenas em caso de ser necessário que, se todos os elementos de {\displaystyle \Gamma } forem verdadeiros, então {\displaystyle \mathrm {A} } é verdade.

Alternativamente (e, como diriam muitos)
- {\displaystyle \Gamma \vdash \mathrm {A} } apenas em caso de ser impossível que todos os elementos de {\displaystyle \Gamma } sejam verdadeiros e {\displaystyle \mathrm {A} } seja falso.

Tais abordagens ditas "modais" porque apelam às noções modais de necessidade e de (im)possibilidade. É necessário que é muitas vezes entendido como um quantificador universal sobre mundos possíveis, de modo que as abordagens acima podem ser traduzidas como:
- {\displaystyle \Gamma \vdash \mathrm {A} } apenas no caso em que não há nenhum mundo possível em que todos os elementos de Γ são verdadeiros e {\displaystyle \mathrm {A} } é falso (isto é, não é verdadeiro).

Considere a abordagem Modal, em termos do argumento dado como exemplo acima:
Todos os sapos são verdes. 

Caco é um sapo. 

Por conseguinte, Caco é verde.
A conclusão é uma consequência lógica das premissas porque não podemos imaginar um mundo possível em que (a) Todos os sapos são verdes; (b) Caco é um sapo, e (c) Caco não é verde.

### Abordagens formais
As abordagens formais à noção de consequência lógica são variações da seguinte ideia básica:
- {\displaystyle \Gamma \vdash \mathrm {A} } apenas no caso de que nenhum argumento com a mesma forma lógica que {\displaystyle \Gamma } / {\displaystyle \mathrm {A} } tem premissas verdadeiras e uma conclusão falsa.

Duas variantes comuns desta ideia básica são as seguintes:
1. {\displaystyle \Gamma \vdash \mathrm {A} } apenas no caso em que não há substituição uniforme dos termos não-lógicos em {\displaystyle \Gamma } / {\displaystyle \mathrm {A} } gera um argumento com premissas verdadeiras e conclusão falsa.
2. {\displaystyle \Gamma \vdash \mathrm {A} } apenas no caso em que não há nenhuma forma de  interpretar os termos não-lógicos em {\displaystyle \Gamma } / {\displaystyle \mathrm {A} } que geram um argumento com premissas verdadeiras e uma conclusão falsa.

Vamos considerar novamente o argumento:
Todos os macacos são marrons.
Caco é um macaco.
Por conseguinte, Caco é marrom.
Uma abordagem formal (1) diz que a conclusão é uma consequência lógica das premissas porque não importa como substituirmos uniformemente os termos não-lógicos (sapo,verde,Caco) no argumento, não obtemos premissas verdadeiras e uma conclusão falsa. Considere o exemplo:
Todos os arranha-céus são altos.
O Empire State Building é um arranha-céu.
Logo, o Empire State Building é alto.
Todos os quadrados são retângulos.
Todos os retângulos são quadriláteros.
Logo, um quadrado é um quadrilátero.
Todas as aves têm penas.
Os pinguins são aves.
Por conseguinte, os pinguins têm penas.
Nós podemos construir argumentos como estes todos os dias, mas nunca aconteceu de um desses argumentos ter premissas verdadeiras e uma conclusão falsa. O argumento é dedutivamente válido em virtude da sua forma lógica, que pode ser caracterizado com o seguinte template (onde F, G e a são tapa-buracos sem sentido):
Todos Fs são Gs.
a é um F.
Logo, a é um G.
Uma abordagem formal (2) diz que a conclusão do argumento de "Caco" é uma consequência lógica das premissas porque não importa como interpretamos os termos não-lógicos (sapo,verde,Caco) no argumento, já que nós não obtemos premissas verdadeiras e uma conclusão falsa. Suponha, por exemplo, que interpretemos sapo como sendo encanador(a), verde seja tímido(a), e Caco seja Madonna (a cantora). Então o argumento tem duas premissas falsas (pois nem todos os encanadores são tímidos, e Madonna não é uma encanadora) e uma conclusão falsa (pois Madonna não é tímida). Nós podemos vir com tantas interpretações de sapo, verde e Caco quanto nós quisermos, mas isso nunca resultará num argumento com premissas verdadeiras e uma conclusão falsa.

### Abordagens modais-formais
A abordagem modal-formal na consequência lógica, combina lógica modal e formal, acima referidas, dando origem a variações da seguinte ideia básica:
- {\displaystyle \Gamma \vdash \mathrm {A} } no caso de ser impossível por um argumento com a mesma forma lógica {\displaystyle \Gamma } / {\displaystyle \mathrm {A} } tem as premissas verdadeiras e uma conclusão falsa.

Grande parte dos lógicos provavelmente concordam que a consequência lógica, como nós intuitivamente a compreendemos, tem tanto um aspecto modal como também formal, e que alguma versão da abordagem modal/formal está bem próxima de ser correta.

### Abordagens baseadas em justificativas
As abordagens consideradas acima são todas "abordagens que preservam a verdade", no sentido de que todas elas supõem que a característica de uma boa inferência é aquela que nunca permite que alguém, de premissas verdadeiras, chegue a uma conclusão falsa. Como uma alternativa, alguém propôs uma abordagens que preservam a verdade, segundo a qual a característica de uma boa inferência é de que ela nunca permite que alguém, de premissas que são afirmadas com justificativa, chegue a uma conclusão que não é afirmada com justificativa. Essa é (aproximadamente) a abordagem favorecida pelos intuicionistas tais como Michael Dummett.

## Consequência lógica não-monotônica
As abordagens discutidas acima, produzem relações de consequência monotônicas, ou seja, aquelas que, se {\displaystyle \mathrm {A} } é uma consequência de {\displaystyle \Gamma }, então {\displaystyle \mathrm {A} } é uma consequência de qualquer superconjunto de {\displaystyle \Gamma }. Também é possível especificar relações de consequência não-monotônicas para captar a ideia de que, por exemplo, Piu-piu pode voar é uma consequência lógica de
Aves geralmente podem voar, Piu-piu é uma ave
mas não de
Aves geralmente podem voar, Piu-piu é uma ave, Piu-piu é um pinguim.
Para mais desse assunto veja o artigo de lógica não-monotônica.